# Cheiraster oxyacanthus
Cheiraster oxyacanthus är en sjöstjärneart som först beskrevs av Percy Sladen 1889.  Cheiraster oxyacanthus ingår i släktet Cheiraster och familjen nålsjöstjärnor. Inga underarter finns listade i Catalogue of Life.